# Filippo Abignente jr
Filippo Abignente jr (Sarno, 13 maggio 1860 – Sarno, 31 dicembre 1930) è stato uno scrittore, giornalista e antifascista italiano.

## Biografia
Nipote dell'omonimo uomo politico, della stessa famiglia di Mariano Abignente, protagonista della disfida di Barletta, Filippo Abignente jr. scrisse uno studio dedicato alla contesa, che ha il pregio di contenere, oltre alla biografia del suo antenato, anche quella degli altri cavalieri che presero parte alla sfida.

### Vita sociale e politica
Ufficiale di cavalleria, appartenne alla corrente dedicata al rinnovo spirituale ed organizzativo delle istituzioni militari. Con il saggio Il duello, pubblicato nel 1894 iniziò una tenace campagna di stampa, con la creazione della rivista Armi e Progresso e culminata con le dimissioni dall'Esercito avvenute nel 1906. Continuò comunque la diffusione delle proprie tesi di riforma delle forze armate nelle colonne del suo periodico Il Carattere. Volontario durante la prima guerra mondiale, raggiunse il grado di tenente colonnello.
Il 1º maggio 1925, durante il periodo fascista, fu tra i giornalisti firmatari del manifesto degli intellettuali antifascisti promosso da Benedetto Croce e pubblicato sul Mondo.
Iniziato in Massoneria il 10 novembre 1909 nella Loggia "I Figli di Garibaldi" di Napoli, è promosso Compagno il 6 maggio 1910 ed elevato al grado di Maestro il 25 giugno dello stesso anno.

## Opere
- I redivivi, Livorno, R. Giusti Editore, 1926
- Il giudizio degli uomini (romanzo), Milano, R. Caddeo & C., 1923
- (con Mariano Orza), Vita e opere di Giovanni Battista Amendola con la cronistoria del monumento erettogli in Sarno nel 1922, Tipografia Fischetti, 1922
- I racconti della caserma, dedicati a S.M. la Regina Margherita, Teramo, La Fiorita, 1918
- Il taglione (romanzo). Milano, Casa Editrice Collezioni Esperia, 1914
- Nel primo anniversario di Tripoli Italiana, 1912
- La moglie, Bari, Laterza, 1904
- La Disfida di Barletta e i tredici campioni italiani. Studio storico critico con documenti noti ed inediti, Trani, Tipografia Vecchi, 1903
- Lo spiritismo nella Letteratura Amena. Discorso pronunziato il 7 novembre 1897 all'Assemblea dell'Unione Kardechiana nell'Aula Magna del R. Liceo-Ginnasio Beccaria in Milano, Unione Tipo-Litografica Bresciana, 1898

## Letteratura su Filippo Abignente
- Leopoldo Cassese, «ABIGNENTE, FILIPPO»,  Dizionario biografico degli italiani, Vol I, Istituto dell'Enciclopedia Italiana Treccani